# Furcochrysa allata
Furcochrysa allata är en insektsart som beskrevs av De Freitas och Penny 2001. Furcochrysa allata ingår i släktet Furcochrysa och familjen guldögonsländor. Inga underarter finns listade i Catalogue of Life.